# Кира Ёсинака
Кира Ёсинака (яп. 吉良 義央, 5 октября 1641 — 30 января 1703) — кокэ (главный церемониймейстер при дворе сёгуна). Его придворный титул — «Кодзукэ-но-сукэ» (上野介). По некоторым источникам (начала XVIII века), правильнее было бы именовать его «Кира Ёсихиса». Он был известен как противник Асано Наганори, даймё Ако-хана, в событии «Сорок семь ронинов».

## Семья и ранняя жизнь
Клан Кира принадлежал к японской родовой аристократии (когэ) и вёл свою родословную с эпохи Муромати, являясь представителем боковой ветви династии Асикага (второй династии сёгунов), восходившей (через Минамото-но Ёси) к роду Сейва-Гэндзи.
Родился в 1641 году. Старший сын Киры Ёсифуи (1607—1668), 16-го главы клана Кира (1643—1668). Его мать происходила из влиятельного клана Сакаи. В 1668 году после смерти своего отца Кира Ёсинака стал 17-м главой рода Кира и получил в наследство домен с доходом 4200 коку риса.
Был женат на Уэсуги Томико, сводной сестре Уэсуги Цунакацу (1639—1664), даймё Ёнэдзава-хана (1645—1664). Старший сын Ёсинаки был усыновлен Уэсуги Цунакацу и получил имя Цунанори (1663—1704), став позднее 4-м даймё Ёнэдзава-хана (1664—1703). Кира Ёсинака назначил наследником своего второго сына, но тот умер в 1685 году. В 1690 году Кира Ёсинака усыновил второго из пяти сыновей Уэсуги Цунанори (то есть, своего внука), который принял имя Кира Ёситика (1686—1706), укрепив связи между кланами Кира и Уэсуги.

## Карьера
Занимая при дворе сёгуна пост кокэ (мастера церемоний), Кира Ёсинака курировал вопросы протокола. В 1701 году Ёсинака был назначен для репетиторства Асано Наганори — даймё Ако-хана — в вопросах протокола в рамках подготовки к предстоящему визиту представителей императора. По рассказам, Кира потребовал от Асано взятку за репетиторство, но даймё Ако-хана отказался платить. Затем Кира стал публично оскорблять Асано, называя его невежественным и невоспитанным сельским хамом. В тот день, когда императорские эмиссары должны были прибыть во дворец сёгуна в Эдо, Асано Наганори выхватил вакидзаси и попытался убить Киру в отместку за оскорбления. Арестованный Асано Наганори был немедленно приговорён сёгуном Токугава Цунаёси к сэппуку, его домен был конфискован, а вассалы стали ронинами. Кира Ёсинака остался безнаказанным.

## Убийство
В ночь на 30 января 1703 года бывшие самураи — вассалы Асано Наганори — под руководством Оиси Кураносукэ готовившиеся к мести почти два года, ворвались в особняк Киры в Эдо и убили его. По совершения акта мести 47 ронинов сдались властям и по приказу сёгуна совершили массовую сэппуку.
Сёгун приговорил Киру Ёситаку, внука и наследника Ёсинаки, к смертной казни за то, что он, будучи самураем, не смог защитить свою семью. Клан Кира лишился наследственно должности кокэ (мастера церемоний), его владения были урезаны. После смерти Уэсуги Цунанори, даймё Ёнэдзава-хана, в 1704 году рисовый доход клана Уэсуги был понижен с 300 000 до 150 000 коку. С другой стороны, Асано Нагахиро, младший брат Наганори, получил ранг хатамото и домен в размере 5000 коку.